# ミュンスターマイフェルト
ミュンスターマイフェルト (独: Münstermaifeld、/ˌmʏnstɐˈmaɪfɛlt/)はドイツ連邦共和国 ラインラント＝プファルツ州マイエン＝コブレンツ郡にある市。マイフェルト連合自治体を構成している。マイエンの南東、モーゼル川から数kmに位置している。